# Reinhard Hauke
Reinhard Hauke (ur. 6 listopada 1953 w Weimarze) – niemiecki duchowny rzymskokatolicki, biskup pomocniczy Erfurtu od 2005.

## Życiorys
Rodzina Hauków pochodzi ze Śląska, po II wojnie światowej została wysiedlona do Niemiec, gdzie Reinhard Hauke urodził się jako ostatni z rodzeństwa. Ojciec pochodził z Katowic, a matka z Lubawki. Święcenia kapłańskie otrzymał 30 czerwca 1979. Po kilku latach pracy w charakterze wikariusza w Jenie i Heiligenstadt został prefektem erfurckiego seminarium oraz wikariuszem parafii katedralnej. W 1992 został mianowany proboszczem katedry.
11 października 2005 papież Benedykt XVI mianował go biskupem pomocniczym diecezji erfurckiej, ze stolicą tytularną Flumenpiscense. Sakry biskupiej udzielił mu bp Joachim Wanke. W latach 2012–2014 był tymczasowym administratorem diecezji, zaś w 2016 otrzymał nominację na diecezjalnego dyrektora Caritas.
Jesienią 2009 został mianowany delegatem Konferencji Episkopatu Niemiec ds. Duszpasterstwa „wypędzonych” i przesiedlonych oraz koordynatorem pracy wizytatorów kanonicznych i apostolskich dla wiernych z diecezji byłych wschodnich terenów Niemiec.